# Japoński Czerwony Krzyż
Japoński Czerwony Krzyż (jap. 日本赤十字社 Nippon Sekijūjisha) – japońskie stowarzyszenie humanitarne, założone w roku 1877 (jako Philanthropic Society) w celu niesienia pomocy ofiarom klęsk i wojen; współcześnie jest członkiem Międzynarodowego Ruchu Czerwonego Krzyża i Czerwonego Półksiężyca, do którego należy wiele krajowych Stowarzyszeń Czerwonego Krzyża, Czerwonego Półksiężyca i Czerwonej Gwiazdy Dawidowej oraz Międzynarodowy Komitet Czerwonego Krzyża (ICRC) z siedzibą w Genewie.
Podstawowymi zasadami Ruchu są: humanitaryzm, bezstronność, neutralność, niezależność, dobrowolność, jedność i powszechność. Czerwony Krzyż udziela pomocy bez względu na narodowość, rasę, wyznanie, pozycję społeczną lub przekonania polityczne. Wolontariusze i pracownicy Ruchu działają dobrowolnie, bezinteresownie i solidarnie; w każdym kraju działa tylko jedno stowarzyszenie Czerwonego Krzyża lub Czerwonego Półksiężyca, a wszystkie Stowarzyszenia krajowe mają równe prawa i obowiązki.

## Rys historyczny
Za narodziny JRC uznaje się powstanie Philanthropic Society (博愛社, Hakuaisha). Utworzył je Tsunetami Sano w roku 1877, w czasie buntu Satsumy. W roku 1886 zostało uznane – na podstawie Konwencji Genewskiej z roku 1864 – za członka stowarzyszenia międzynarodowego, powstającego wówczas z inicjatywy H. Dunanta (pierwszego laureata Pokojowej Nagrody Nobla). W tym samym roku stowarzyszenie otworzyło w Tokio swój pierwszy szpital (w roku 1888 utworzono w tym szpitalu szkołę pielęgniarek). 2 września 1887 roku zostało uznane przez Międzynarodowy Komitet Czerwonego Krzyża, jako Japanese Red Cross Society.
W czerwcu 1888 roku członkowie stowarzyszenia po raz pierwszy zaangażowali się w akcję pomocy ofiarom katastrof (wybuch wulkanu Bandai-san, zob. Park Narodowy Bandai-Asahi), a w roku 1906 po raz pierwszy uczestniczyli w akcji międzynarodowej, gromadząc środki dla Amerykańskiego Czerwonego Krzyża na pomoc dla ofiar trzęsienia ziemi i pożarów w San Francisco. Fundusz przeznaczony na działania Międzynarodowego Czerwonego Krzyża (IRC) na rzecz światowego pokoju wsparła w roku 1912 cesarzowa Japonii, Shōken – żona cesarza Meiji, przekazując 100 tys. jenów (utworzono fundację jej imienia).
W ostatnich latach wojny domowej w Rosji (1920–1922) Japoński Czerwony Krzyż intensywnie wspomagał działania Polskiego Komitetu Ratunkowego Dzieci Dalekiego Wschodu, reprezentowanego przez Annę Bielkiewiczową i Józefa Jakóbkiewicza. Jedna z pielęgniarek JRC, opiekujących się 763 polskimi dziećmi z Dalekowschodniej Rosji – 23-letnia Fumi Matsuzawa (oddział JRC w Prefekturze Kanagawa) – zaraziła się od nich tyfusem i zmarła. Otrzymała pośmiertnie najwyższe oznaczenie ICRC – Medal Florence Nightingale. Została odznaczona również przez Polski Czerwony Krzyż (1921).
Wydarzeniami lat 1922–1923, zanotowanymi w historii JRCS, są: utworzenie pierwszej uczniowskiej jednostki Junior Red Cross (w Prefekturze Shiga) i pomoc ofiarom wielkiego trzęsienia ziemi w Tokio we wrześniu 1923 roku.

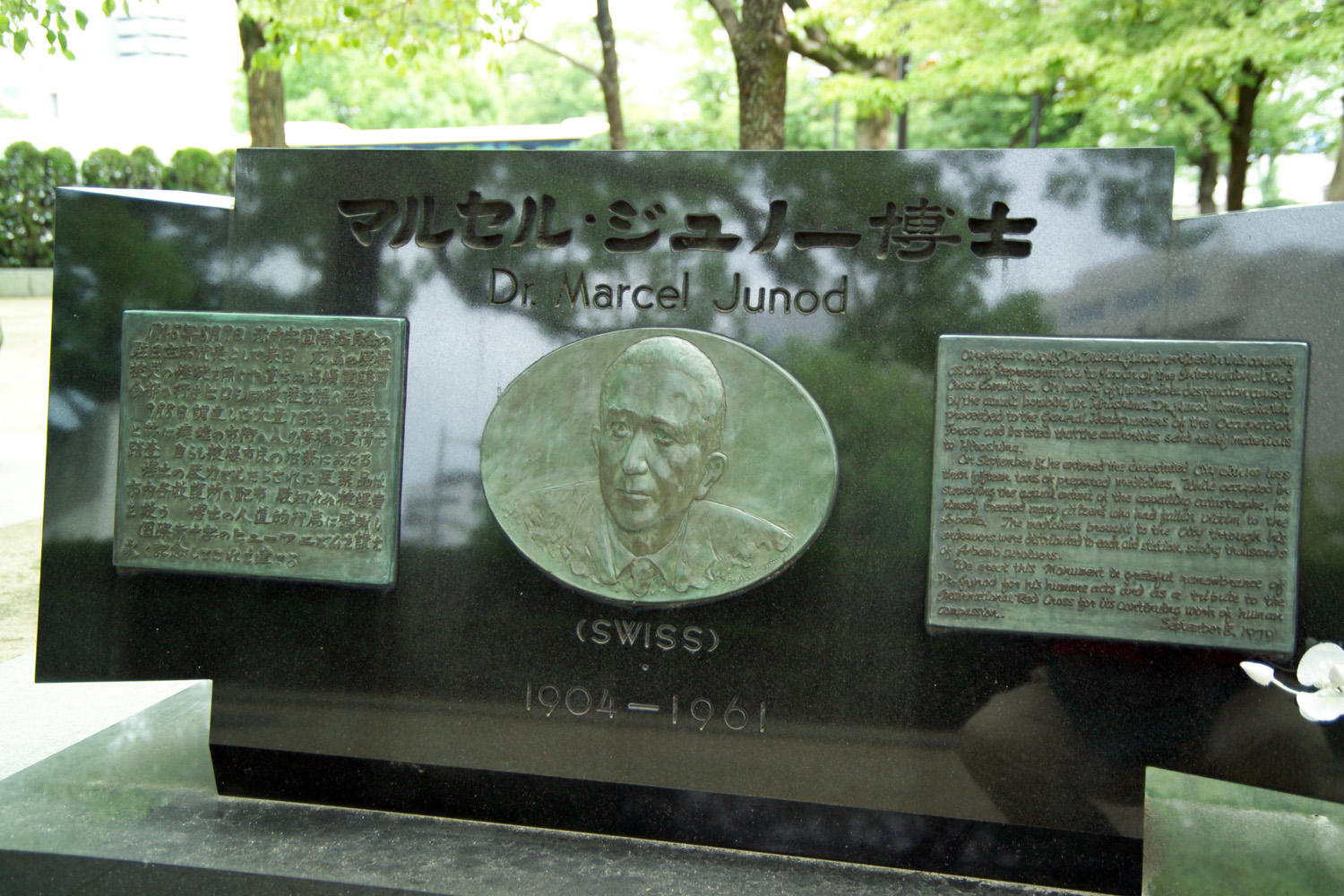
Monument w Peace Memorial Park w Hiroszimie, upamiętniający dr. Marcela Junoda – szwajcarskiego lekarza z ICRC, który w sierpniu 1945 roku ratował ofiary ataku atomowego

W okresie II wojny światowej zakres działań JRC obejmował m.in. opiekę nad ofiarami nalotów na Tokio i ataku atomowego na Hiroszimę i Nagasaki lub nad członkami rodzin rozbitych z powodu działań wojennych.
Możliwość działań Czerwonego Krzyża w japońskich obozach jenieckich była bardzo ograniczona, ponieważ Japonia nie przystąpiła do konwencji genewskiej z roku 1929 oraz regulaminu haskiego z roku 1907.
W drugiej połowie XX wieku – po zakończeniu wojny – JRCS kontynuowała działalność w ramach IRCS, zgodnie z prawem międzynarodowym.

## Współczesny Japoński Czerwony Krzyż

### Zakres działalności
W drugiej połowie XX wieku i na początku XXI wieku wielokrotnie udzielano pomocy ofiarom trzęsień ziemi i tsunami, np. trzęsienia ziemi w Miyagi (1978), w Kobe (1995), w Chūetsu (2004), u wybrzeży Chūetsu (2007), u wybrzeży Honsiu (2011). Uruchomiono działania związane z nowymi wyzwaniami, takimi jak zagrożenia spowodowane skażeniami promieniotwórczymi po katastrofach lub zagrożenia związane z szerzeniem się HIV/AIDS.

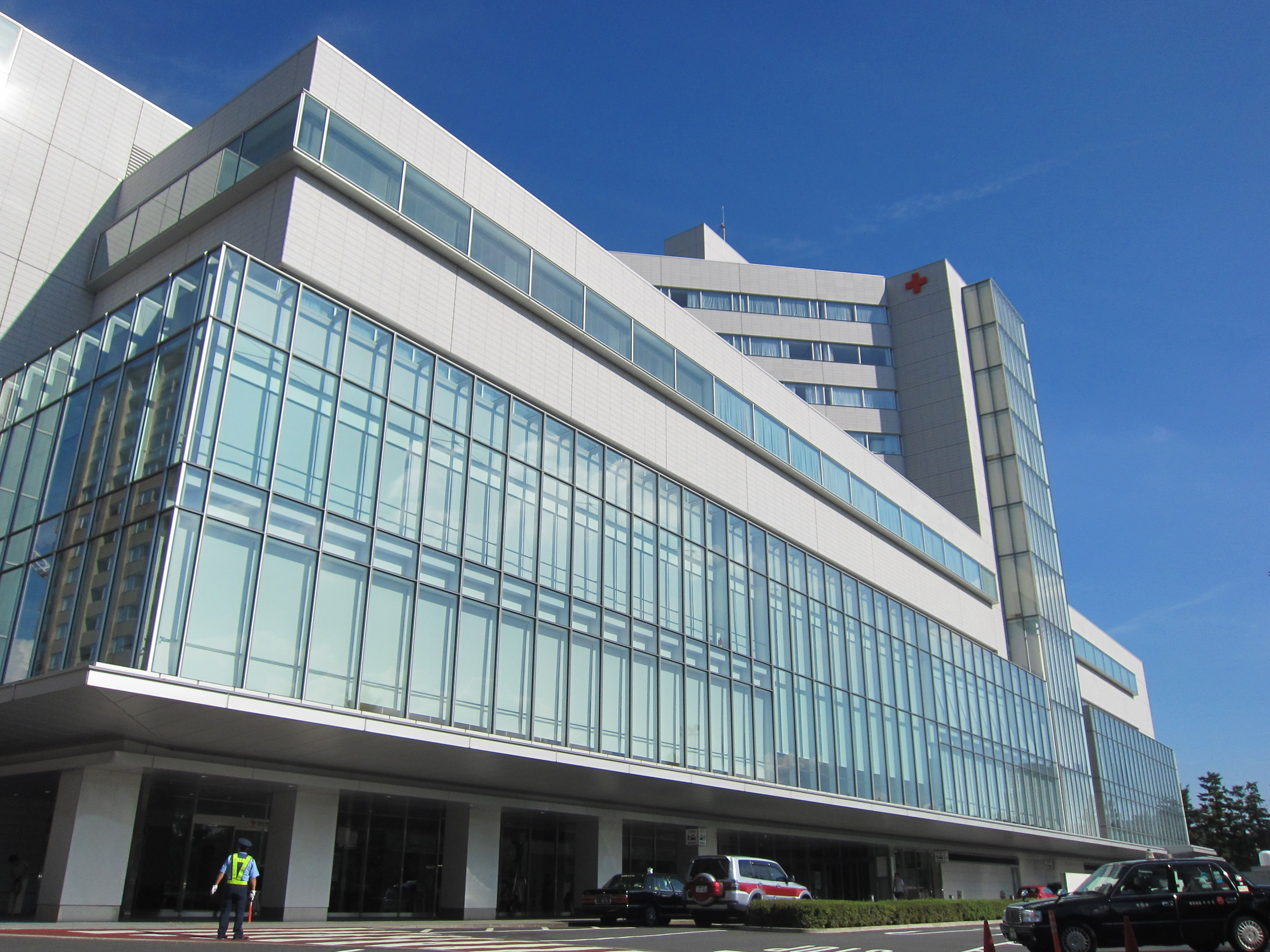
Japanese Red Cross Medical Center w roku 2012 (Tokio, Shibuya-ku,
Hiroo 01-04-22)

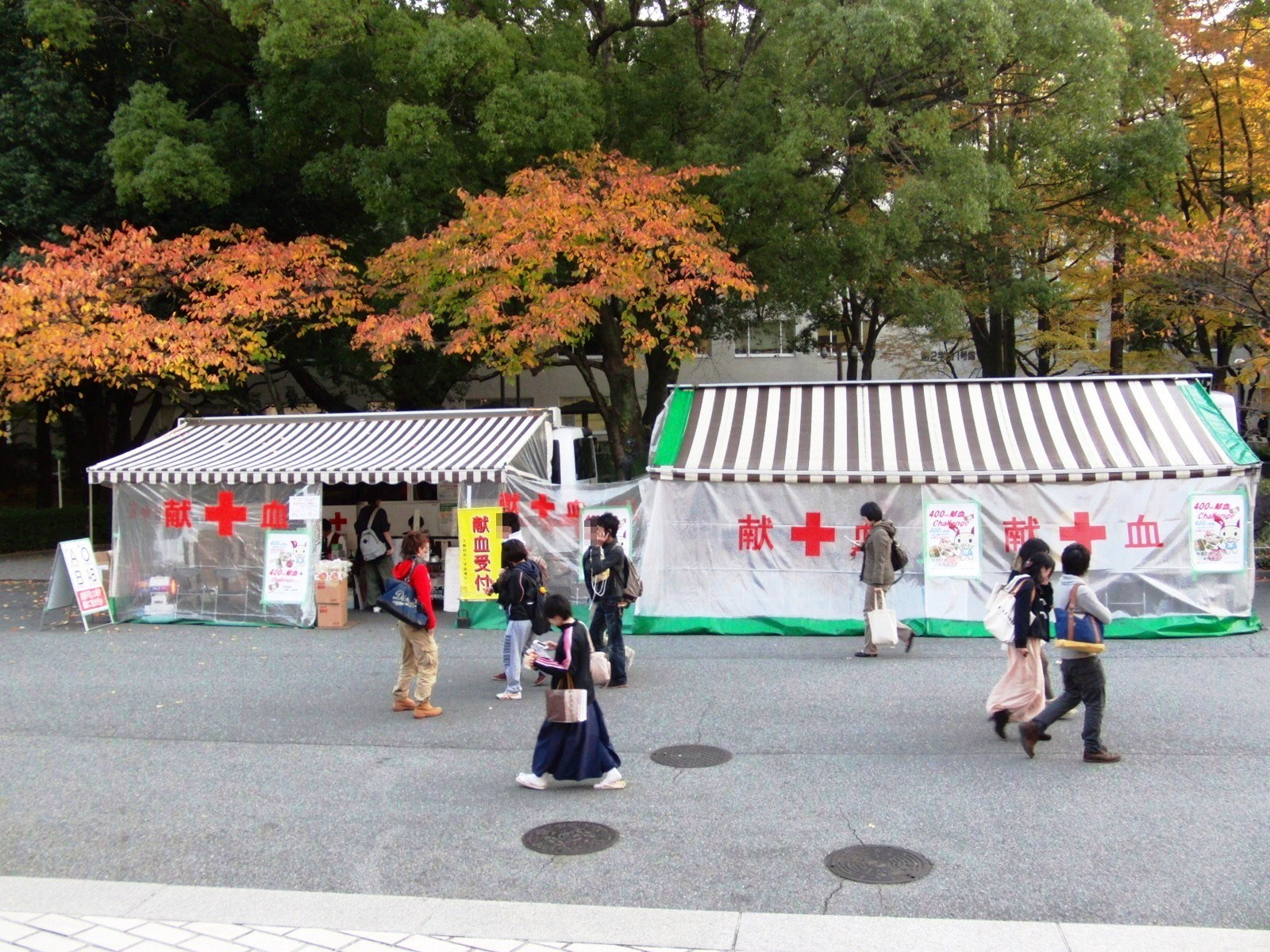
Punkt zbierania krwi w kampusie uniwersyteckim w Kansai

W obszarze działalności wyodrębnia się programy:
- usługi medyczne (m.in. szpitale, kliniki, placówki specjalistyczne)[15],
- szkolenie pielęgniarek[16],
- pierwsza pomoc[17],
- reagowanie w sytuacjach katastrof żywiołowych[18],
- system krwiodawstwa[19] (obejmujący prowadzenie prewencyjnych badań pod kątem HIV),
- opieka społeczna[20],
- szkolenie dzieci w ramach Junior Red Cross[21].

JRCS wspomaga akcje Czerwonego Krzyża w innych krajach. Organizuje międzynarodowe konferencje IRC, było np. gospodarzem międzynarodowych konferencji:
- 2nd Oriental Red Cross Regional Conference (1926),
- 15th International Conference of the Red Cross (1934),
- Konnichiwa 70 Technical Seminar for the Southeast Asian and Pan-Pacific Regions (1970),
- Society hosted the 4th Asia and West Pacific Seminar on the Red Cross Blood Programme (1977, stulecie JRCS),
- International Humanitarian Law Forum (1999),
- 3rd International Red Cross and Red Crescent Donor Forum (2004).

### Struktura organizacyjna
Stowarzyszenie, z siedzibą w Tokio, działa zgodnie z ustawą z 1952 roku. Najwyższym organem jest Izba Reprezentantów, składająca się z 223 przedstawicieli (wybieranych na 3 lata), którzy spotykają się dwa razy w roku (wybór prezesa, wiceprezesów i innych członków zarządu, ustalenie planów działalności i budżetu, zmiany statutu). Honorowym prezesem zarządu jest cesarzowa Japonii, a honorowymi wiceprzewodniczącymi – inni członkowie rodziny cesarskiej. Tytuł honorowego przewodniczącego mogą też otrzymywać byli prezesi. Realizację planów organizuje i nadzoruje nie więcej niż 12-osobowa Rada Gubernatorów, spotykająca się co miesiąc.
Towarzystwo ma oddziały w 47 prefekturach, którymi kierują wybieralne Board of Councillors, działające we współpracy z terenowymi jednostkami administracji rządowej i liderami lokalnych społeczności. Zarządowi centralnemu podlegają: Medical Centre, Plasma Fractionation Centre, Centre for NAT and Quarantine i School for Midwifery.
Działalność JRCS jest finansowana ze składek członkowskich oraz innych źródeł, m.in. opłat za usługi w medycznych lub opiekuńczych placówkach stowarzyszenia (wnoszonych przez pacjentów i National Health Insurance Programme).

### Członkowie JRC, pracownicy i wolontariusze

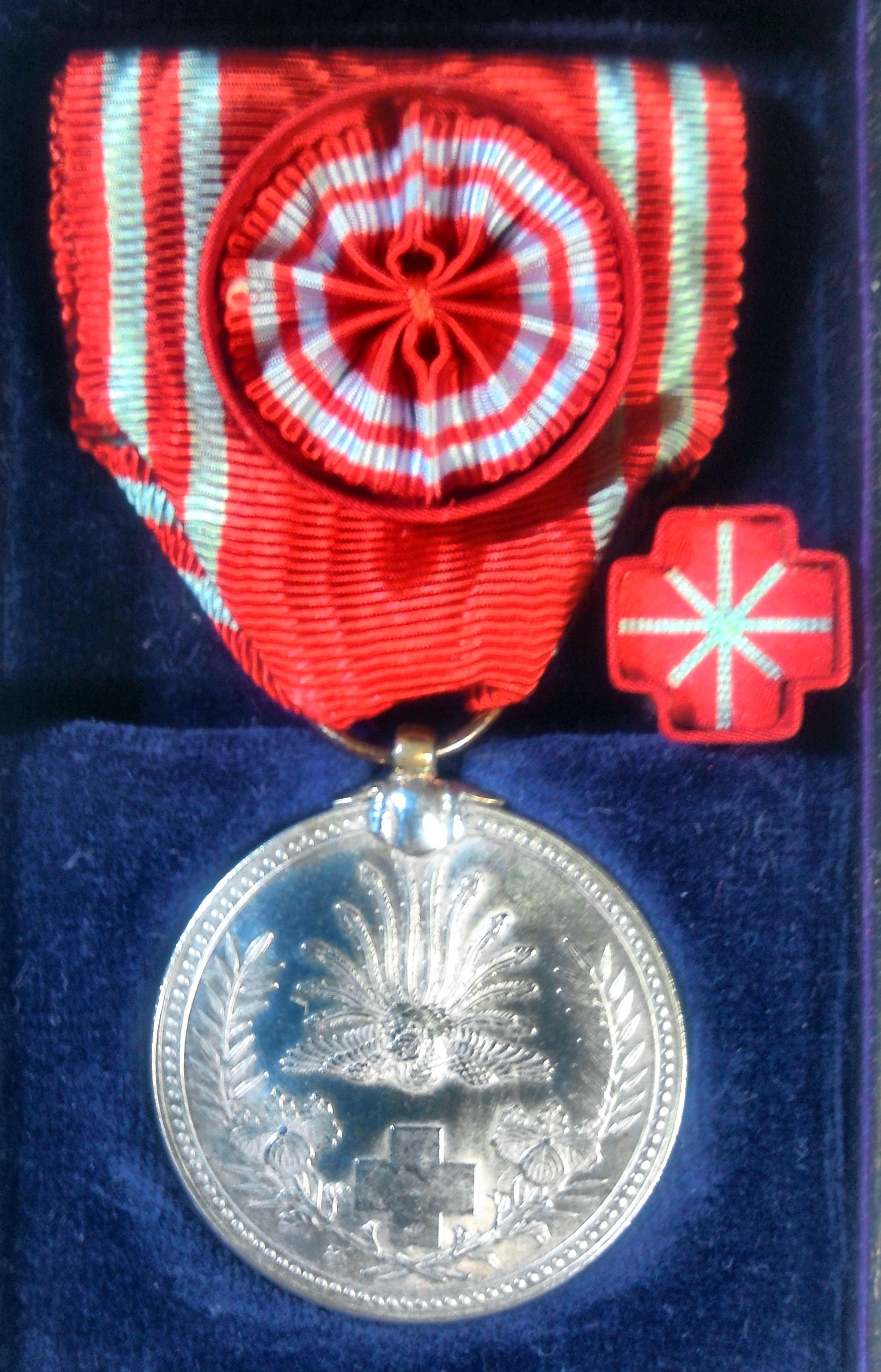
Medal Członka Specjalnego JRCS

Członkami Japońskiego Czerwonego Krzyża są osoby i instytucje, które finansują działalność stowarzyszenia, wnosząc składki w wysokości co najmniej 500 jenów. W marcu 2010 roku do stowarzyszenia należało ok. 10,65 mln osób i 150 tys. instytucji. Członkowie mają wpływ na kierunki działania JRCS i jego budżet za pośrednictwem swoich przedstawicieli w terenowych Board of Councillors. Za szczególnie duże wsparcie finansowe lub świadczone usługi stowarzyszenie przyznaje tytuł Special Member lub odznaczenia – Golden Order of Merit (medal) lub Silver Order of Merit (tarcza).
Poza członkami JRCS w stowarzyszeniu działają wolontariusze i pracownicy placówek JRC, np. szpitali, centrów krwiodawstwa, ośrodków pomocy społecznej, ośrodków szkoleniowych. W kwietniu 2011 roku pracowało w nich łącznie ok. 60 tys. osób.
Wielką rolę w historii JRCS odegrał wolontariat, który zaczął się rozwijać w roku 1887 (powstanie Ladies’ Volunteer Nursing Association).  W roku 1948, po zakończeniu II wojny światowej, utworzono – z pomocą doradców z ARC – The Red Cross Volunteer Corps. W roku 2010 Korpus liczył ok. 2 mln wolontariuszy, jednak jest obserwowane zmniejszanie się ich aktywności. Stowarzyszenie podejmuje akcje zmierzające do przeciwdziałania tej tendencji.